# پتر لارشن
پتر لارشن (انگلیسی: Petter Larsen; ۶ دسامبر ۱۸۹۰ – ۱۳ سپتامبر ۱۹۴۶) قایقران قایق بادبانی اهل نروژ بود.